# Very Little Nightmares
Very Little Nightmares (с англ. — «Очень маленькие кошмары») — приключенческая игра-головоломка и survival horror, доступная для мобильных устройств с операционными системами iOS и Android (позднее появилась возможность скачивания её на любые платформы). В данной игре необходимо управлять девочкой в жёлтом дождевике, которая должна выбраться наружу из таинственного особняка под названием «Гнездо», по пути разгадывая загадки, находя тайники и укрываясь от враждебных созданий.
Разработкой игры занималась независимая студия ALIKE Studios, известная созданием таких игр, как Tiny Thief, Love You to Bits и Bring You Home. Сама Very Little Nightmares создавалась по вселенной Little Nightmares и имеет явные жанровые отличия в сравнении с предыдущими играми от ALIKE Studios. Поэтому процесс разработки был для команды затруднительным. Их основная цель заключалась в адаптации игрового процесса из Little Nightmares с тачпадом мобильного устройства. Сам сюжет Very Little Nightmares является приквелом Little Nightmares и расширяет игровую вселенную. Распространением игры занималась компания Bandai Namco Entertainment Europe.
Оценки Very Little Nightmares можно охарактеризовать в целом как отрицательные. Средняя оценка по версии агрегатора Metacritic составляет 53 балла из 100 возможных. Критики с одной стороны похвалили художественный стиль игры, её музыкальное сопровождение и внимание к деталям окружающего мира, однако разгромные оценки получил игровой процесс, неудачный дизайн головоломок и проблемы с изометрический перспективой.

## Игровой процесс

Демонстрация игрового процесса

Игровой процесс Very Little Nightmares схож с Little Nightmares и представляет собой платформер с элементами квеста жанра survival horror с основной разницей в том, что уровни в игре представлены в изометрической графике. VLN является приквелом LN, согласно которому безымянная девочка, одетая в жёлтый дождевик, пытается выбраться из «Гнезда», куда заключают детей и, предположительно, делают из них куклы. Небольшой размер героини позволяет ей забираться по шкафчикам, бегать по полкам и пробираться через вентиляционные шахты.
Каждый уровень условно представлен несколькими комнатами. Девочка может забираться на шкафы, нажимать рычаги или брать предметы, а также перетаскивать ящики, чтобы забираться на ранее недоступные платформы. Комнаты являются головоломками, героиня должна проложить себе путь к проходу или вентиляционной шахте. На некоторых уровнях есть враги, норовящие убить девочку. Первый из них — «Умелец», занимается тем, что вычищает одежду похищенных детей, делает из их волос парики, а также надзирает за ещё живыми заключёнными. Второй — «Дворецкий», занимается домашним хозяйством в доме и умеет силой мысли двигать предметы; героиня будет чаще всего сталкиваться именно с ним. Врагов следует избегать и пользоваться моментом, когда они смотрят в другую сторону. Существуют в игре и союзники — Номы, Ребёнок в алом шарфе и Девочка в белой майке. Последняя согласится объединить свои усилия с героиней лишь в конце игры. Чтобы заручиться помощью каждого из них, им самими надо сперва помочь.
Девочка в жёлтом дождевике путешествует по особняку, попадая в подвалы, прачечные, гостиные, спальни и так далее. Некоторые уровни содержат уникальные механики: так, в одной из комнат нельзя ступать на старую плитку, а на складе клеток протагонистка окаменеет, если попадёт под свет охранных механизмов. Предпоследний уровень игры почти полностью представляет собой погоню с решением множества головоломок на время, а последний является раннером. Также в «Гнезде» имеются скрытые локации, не обязательные для прохождения, в которых скрыты шкатулки с игрушками в виде персонажей из первой игры франшизы или серии комиксов к ней. По открытии всех шкатулок игрок получит доступ к секретной комнате.

## Сюжет
Безымянная девочка в жёлтом дождевике пытается выбраться из «Гнезда», в которое заключают детей. По мере прохождения девочка узнаёт, что до неё множество детей делали попытки побега, но безрезультатно. Избавляясь от детей, обитатели особняка, по-видимому, делают куклы по их подобию, создавая для них импровизированный садик и распорядок дня с обедом, чаепитием и просмотром телевизора. Подразумевается, что сами дети при этом становятся Номами — маленькими пугливыми созданиями, внешне похожими на маленьких белых человечков с грибной шляпкой вместо головы, которых героиня встречает на протяжении всего прохождения
Самим же «Гнездом» управляет «Притворщица» (возможен также перевод как «Претендентка») — девушка в пышном платье, обладающая сверхъестественным силами. Именно она собирает коллекцию детей-кукол и в самом конце преследует героиню, являясь финальным противником в игре. В попытке спастись от неё, главная героиня объединяет усилия с Девочкой в белой майке. Им почти удаётся одолеть хозяйку «Гнезда», когда та загоняет протагонистку на край утёса, однако в приступе ярости «Притворщица» делает последний рывок и сбрасывает Девочку в жёлтом дождевике в море, однако и сама падает следом. После недолгой сцены полёта обе девочки падают в море, где, по-видимому, гибнут. После главной героини остаётся лишь немного пузырей на поверхности воды и её жёлтый дождевик.

## Критика
| Сводный рейтинг    | Сводный рейтинг |
| Агрегатор          | Оценка          |
| ------------------ | --------------- |
| Metacritic         | 53/100 (iOS)    |
| Иноязычные издания |                 |
| Издание            | Оценка          |
| Jeuxvideo          | 15/20           |
| Multiplayer        | 58 %            |
| Everyeye           | 5/10            |
| 148Apps            | [ 11 ]          |

Оценки Very Little Nightmares можно охарактеризовать в целом, как отрицательные. Средняя оценка по версии агрегатора Metacritic составляет 53 балла из 100 возможных. При этом игра получила в целом положительные оценки со стороны игроков, которые в App Store дали игре среднюю оценку в 4,4 из 5 баллов.
Положительный отзыв оставил критик сайта Jeuxvideo, который заметил, что несмотря на явно отличный переосмысленный в сравнении Little Nightmares игровой процесс, в сторону тактильной головоломки, Very Little Nightmares удаётся оставаться верной франшизе. Сам процесс прохождения критик описал, как очень приятный, а обилие точек сохранения не дадут игроку волноваться о том, что тот утеряет после смерти персонажа игровой прогресс. Атмосфера в игре усиливается красивой графикой, внимательной на мелкие детали, а также завораживающим саундтреком. Тем не менее критик выразил сожаление коротким продолжением игры.
Сдержанный отзыв оставил критик сайта Mutiplayer, заметив, что оригинальная Little Nightmares стала сенсацией благодаря сочетанию элементов головоломок и игрового процесса, ориентированного на реакцию игрока на внутриигровое окружение, Very Little Nightmares же удаётся лишь частично восстановить данную атмосферу в том числе из-за особенностей управления на сенсорном экране. С одной стороны игре удаётся убедительно воссоздать атмосферу, присущую оригинальной игре, благодаря прекрасному графическому стилю и отличному художественному направлению, однако игра предлагает неудачный игровой процесс, неудачный дизайн головоломок их постоянная повторяемость. Аналогичное мнение оставил критик сайта Everyeye, который заметил, что Very Little Nightmares удаётся воссоздать ужасающую атмосферу оригинальной игры, в том числе и благодаря музыке, однако данное впечатление рушится об изометрическую перспективу, не позволяющую изучать детали уровня с разных перспектив и превращается в пустое путешествие по локациям в попытке понять, как решить ту или иную проблему. Особенность управления особенно неудобна в ситуациях погони, так как героиня предпочитает выбирать самый короткий путь достижения цели, а зачастую неподходящий для игрока, в итоге игра в какой то момент превращается к кликер.
Разгромный отзыв оставил критик сайта 148Apps заметил, что Very Little Nightmares привлекла к себе внимание только из-за адаптации известной игры ужасов, но при этом растеряв все элементы ужасов, являясь лишь ужасной в прямом смысле формой Monument Valley, превращаясь в игру-головоломку, проходимую методом проб и ошибок, в целом предлагая глупые, скучные или разочаровывающие комбинации. В итоге игра проваливается, как и в плане жанра ужасов, так и в плане головоломок, а её спасают только красиво выполненные декорации.